# Sophie Montel

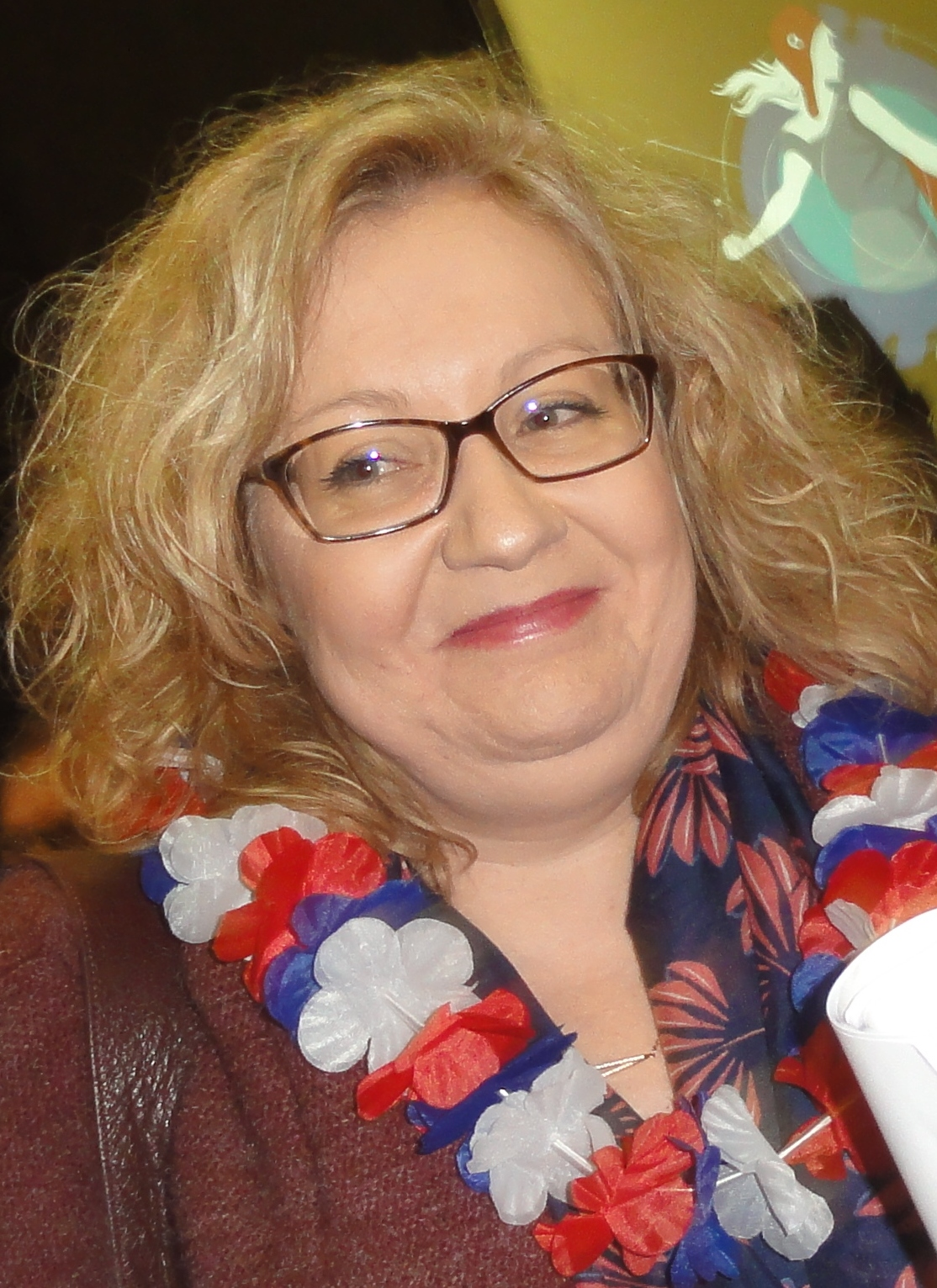
Sophie Montel (2018).

Sophie Montel  (* 22. November 1969 in Montbéliard) ist eine französische Politikerin. Sie wurde 2014 für den Front National (FN) Abgeordnete im Europäischen Parlament. Dort war sie Mitglied im Haushaltsausschuss und in der Delegation für die Beziehungen zur Schweiz und zu Norwegen, im Gemischten Parlamentarischen Ausschuss EU–Island und im Gemischten Parlamentarischen Ausschuss Europäischer Wirtschaftsraum. Im September 2017 trat sie aus dem FN aus und beteiligte sich an der Gründung der FN-Abspaltung Les Patriotes. Anfang Juli 2018 trat sie auch aus dieser Partei aus, nachdem sie deren Vorsitzenden Florian Philippot der Unterschriftenfälschung beschuldigt hatte.